# Список найвищих споруд світу

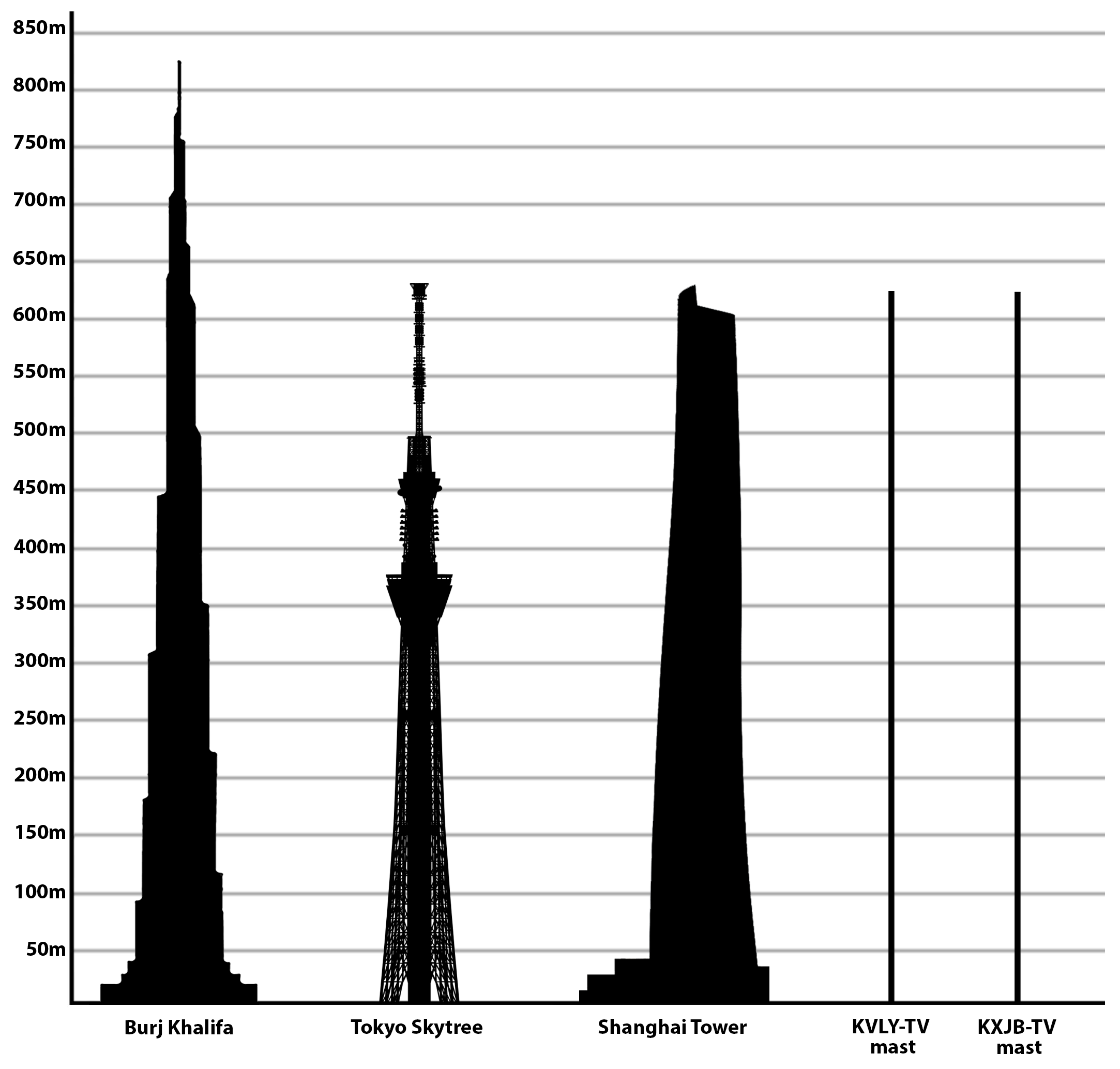
Найвищі споруди в світі.

Найвищою конструкцією в світі є Бурдж Халіфа хмарочос висотою в 829,8 м (2 722 фут). В даному списку приведені найвищі конструкції світу: вантові щогли (наприклад, телекомунікаційні вежі), самонесучі вежі (такі як Сі-Ен Тауер), хмарочоси (як Вілліс-Тауер), бурові платформи, опори ліній електропередач, і опорні башти мостів. Цей список впорядковано відповідно до абсолютної висоти.

## Список за висотами
вказує споруди, які більше не стоять.

     показує вантові щогли.

### Конструкції (які в минулому або тепер) є вищими за 600 м (1,969 фт)
| Назва                                     | Висота вершини                      | Рік       | Різновид          | Призначення                    | Країна            | Місто                                      | Зауваження | Координати                                                                       |
| ----------------------------------------- | ----------------------------------- | --------- | ----------------- | ------------------------------ | ----------------- | ------------------------------------------ | --- | -------------------------------------------------------------------------------- |
| Бурдж Халіфа                              | 829,8 м (2 722 фут)                 | 2010      | Хмарочос          | Офіси, готель, житло           | ОАЕ               | Дубай                                      | Найвища штучна споруда в світі | 25°11′50.0″ пн. ш. 55°16′26.6″ сх. д. / 25.197222° пн. ш. 55.274056° сх. д.      |
| Варшавська радіощогла                     | 646,4 м (2 121 фут)                 | 1972–1974 | Вантова щогла     | LF трансляція                  | Польща            | Гомбін-Константинов, Мазовецьке воєводство | Зруйнована; звалилася 8 серпня 1991 під час будівництва | 52°22′3.74″ пн. ш. 19°48′8.73″ сх. д. / 52.3677056° пн. ш. 19.8024250° сх. д.    |
| Токійське Небесне дерево                  | 634,0 м (2 080,1 фут)               | 2012      | Сталева вежа      | Оглядова, VHF-UHF трансляція   | Японія            | Токіо                                      | Піднята 18 березня 2011, найвища структура Японії | 35°42′36.5″ пн. ш. 139°48′39″ сх. д. / 35.710139° пн. ш. 139.81083° сх. д.       |
| Шанхайська вежа                           | 632,0 м (2 073,5 фут)               | 2013      | Хмарочос          | Житлова, оглядова              | КНР               | Шанхай                                     | Побудована, піднята в серпні 2013. Найвища структура в Китаї і другий найвищій хмарочос в світі. | 31°14′7.8″ пн. ш. 121°30′3.6″ сх. д. / 31.235500° пн. ш. 121.501000° сх. д.      |
| Башта KVLY-TV                             | 628,8 м (2 063 фут)                 | 1963      | Вантова щогла     | VHF-UHF трансляція             | США               | Бланчард, Північна Дакота                  | Найвища щогла в світі | 47°20′31.85″ пн. ш. 97°17′21.13″ зх. д. / 47.3421806° пн. ш. 97.2892028° зх. д.  |
| Башта KRDK-TV                             | 627,8 м (2 060 фут)                 | 1998      | Вантова щогла     | VHF-UHF трансляція             | США               | Galesburg, Північна Дакота                 | Відновлена після руйнування 14 лютого 1968 і 6 квітня 1997 | 47°16′45″ пн. ш. 97°20′27″ зх. д. / 47.27917° пн. ш. 97.34083° зх. д.            |
| Башта KXTV/KOVR                           | 624,5 м (2 049 фут)                 | 2000      | Вантова щогла     | VHF-UHF трансляція             | США               | Walnut Grove, Каліфорнія                   | Найвища споруда в Каліфорнії | 38°14′23.2″ пн. ш. 121°30′05.7″ зх. д. / 38.239778° пн. ш. 121.501583° зх. д.    |
| Платформа Петроніус                       | 610 м (2 000 фут)                   | 2000      | Морська платформа | Нафтова свердловина            | США               | Petronius field, Мексиканська затока       | Розташована пр. 210 кілометрів (130 миля) на південний схід від Нового Орлеану | 29°06′30″ пн. ш. 87°56′30″ зх. д. / 29.10833° пн. ш. 87.94167° зх. д.            |
| Башта KATV                                | 609,6 м (2 000 фут)                 | 1965      | Вантова щогла     | VHF-UHF трансляція             | США               | Редфілд, Арканзас                          | була найвищою спорудою в Арканзасі, зруйнована 11 січня 2008 | 34°28′24.0″ пн. ш. 92°12′11″ зх. д. / 34.473333° пн. ш. 92.20306° зх. д.         |
| Башта KCAU TV                             | 609,6 м (2 000 фут)                 | 1965      | Вантова щогла     | VHF-UHF трансляція             | США               | Су-Сіті, Айова                             | Найвища структура в Айові (рівно) | 42°35′11.0″ пн. ш. 96°13′57″ зх. д. / 42.586389° пн. ш. 96.23250° зх. д.         |
| Башта WECT                                | 609,6 м (2 000 фут)                 | 1969      | Вантова щогла     | VHF-UHF трансляція             | США               | Colly Township, Північна Кароліна          | Зруйновані 20 вересня 2012. Була найвищою структурою в Північній Кароліні | 34°34′44.0″ пн. ш. 78°26′12″ зх. д. / 34.578889° пн. ш. 78.43667° зх. д.         |
| Місцеве телебачення Башта Іова Аллеман    | 609,6 м (2 000 фут)                 | 1972      | Вантова щогла     | VHF-TV, FM радіо трансляція    | США               | Аллерман, Айова                            | Найвища споруда в штаті Айова (рівно) | 41°48′33.0″ пн. ш. 93°36′53″ зх. д. / 41.809167° пн. ш. 93.61472° зх. д.         |
| Башта KCCI                                | 609,6 м (2 000 фут)                 | 1974      | Вантова щогла     | VHF-UHF трансляція             | США               | Аллерман, Айова                            | Найвища споруда в штаті Айова (рівно) | 41°48′35.0″ пн. ш. 93°37′17″ зх. д. / 41.809722° пн. ш. 93.62139° зх. д.         |
| Diversified Communications Tower          | 609,6 м (2 000 фут)                 | 1981      | Вантова щогла     | VHF-UHF трансляція             | США               | Floyd Dale, Південна Кароліна              | Найвища споруда в Південній Кароліні (рівно) | 34°22′03.0″ пн. ш. 79°19′48″ зх. д. / 34.367500° пн. ш. 79.33000° зх. д.         |
| Башта AFLAC                               | 609,6 м (2 000 фут)                 | 1984      | Вантова щогла     | VHF-UHF transmission           | США               | Rowley, Iowa                               | Найвища споруда в Айові (рівні) | 42°24′02.0″ пн. ш. 91°50′37″ зх. д. / 42.400556° пн. ш. 91.84361° зх. д.         |
| Башта WBTV                                | 609,6 м (2 000 фут)                 | 1984      | Вантова щогла     | VHF-UHF трансляція             | США               | Даллас, Південна Кароліна                  | Найвища споруда в Південній Кароліні (рівно) | 35°21′51.0″ пн. ш. 81°11′12″ зх. д. / 35.364167° пн. ш. 81.18667° зх. д.         |
| Башта KTVO-TV                             | 609,6 м (2 000 фут)                 | ?         | Вантова щогла     | VHF-UHF трансляція             | США               | Міссурі                                    | Зруйнована 2 червня 1988 | 40°31′47″ пн. ш. 92°26′29″ зх. д. / 40.52972° пн. ш. 92.44139° зх. д.            |
| Hearst-Argyle Tower                       | 609,6 м (2 000 фут)                 | 1985      | Вантова щогла     | VHF-UHF трансляція             | США               | Walnut Grove, Каліфорнія                   | | 38°15′52.1″ пн. ш. 121°29′25.5″ зх. д. / 38.264472° пн. ш. 121.490417° зх. д.    |
| Башта WTTO                                | 609,6 м (2 000 фут)                 | 1986      | Вантова щогла     | VHF-UHF трансляція             | США               | Windham Springs, Алабама                   | Найвища споруда в Алабамі | 33°28′51.0″ пн. ш. 87°24′03″ зх. д. / 33.480833° пн. ш. 87.40083° зх. д.         |
| Башта WCSC                                | 609,6 м (2 000 фут)                 | 1986      | Вантова щогла     | VHF-UHF трансляція             | США               | Awendaw, South Carolina                    | Найвища споруда в Південній Кароліні (рівно) | 32°55′29.0″ пн. ш. 79°41′57″ зх. д. / 32.924722° пн. ш. 79.69917° зх. д.         |
| Башта WCTV                                | 609,6 м (2 000 фут)                 | 1987      | Вантова щогла     | VHF-UHF трансляція             | США               | Metcalf, Джорджія                          | Найвища структура в Джорджії | 30°40′14.0″ пн. ш. 83°56′26″ зх. д. / 30.670556° пн. ш. 83.94056° зх. д.         |
| Вежа WRAL HDTV                            | 609,6 м (2 000 фут) (orig. 609.3 m) | 1991      | Вантова щогла     | VHF-UHF трансляція             | США               | Auburn, North Carolina                     | Перебудована із двох веж які зруйновані в грудні 1989 | 35°40′35.1″ пн. ш. 78°32′07.2″ зх. д. / 35.676417° пн. ш. 78.535333° зх. д.      |
| Башта TV Alabama                          | 609,6 м (2 000 фут)                 | 1996      | Вантова щогла     | VHF-UHF трансляція             | США               | Windham Springs, Alabama                   | Найвища споруда в Алабамі | 33°28′48.0″ пн. ш. 87°25′50″ зх. д. / 33.480000° пн. ш. 87.43056° зх. д.         |
| Башта KDLT                                | 609,6 м (2 000 фут)                 | 1998      | Вантова щогла     | VHF-UHF трансляція             | США               | Rowena, South Dakota                       | Найвища споруда в Південній Дакоті | 43°30′18.0″ пн. ш. 96°33′23″ зх. д. / 43.505000° пн. ш. 96.55639° зх. д.         |
| Башта KMOS TV                             | 609,6 м (2 000 фут)                 | 2002      | Вантова щогла     | VHF-UHF трансляція             | США               | Syracuse, Missouri                         | Найвища споруда в Міссурі; також називається Rohn tower . | 38°37′36.0″ пн. ш. 92°52′04″ зх. д. / 38.626667° пн. ш. 92.86778° зх. д.         |
| Winnie Cumulus Broadcasting Tower         | 609,6 м (2 000 фут)                 | 2005      | Вантова щогла     | VHF-UHF трансляція             | США               | Winnie, Техас                              | Найвища споруда в Техасі (рівно) | 29°56′09.8″ пн. ш. 94°30′39.4″ зх. д. / 29.936056° пн. ш. 94.510944° зх. д.      |
| Liberman Broadcasting Tower Era           | 609,6 м (2 000 фут)                 | 2006      | Вантова щогла     | VHF-UHF трансляція             | США               | Era, Texas                                 | Найвища споруда в Техасі (рівно) | 33°29′05.5″ пн. ш. 97°24′44.8″ зх. д. / 33.484861° пн. ш. 97.412444° зх. д.      |
| WEAU-Tower                                | 609,6 м (2 000 фут)                 | 2012      | Вантова щогла     | VHF-UHF трансляція             | США               | Fairchild, Wisconsin                       | Найвища споруда в Вісконсин; оригінал побудований в 1966 році, зруйнувався під час обмерзання & штормовий вітер 22 березня 2011; відновлена, як і раніше з висотою 2,000 футів, почала працювати 4 січня 2012 | 44°39′50.0″ пн. ш. 90°57′41″ зх. д. / 44.663889° пн. ш. 90.96139° зх. д.         |
| Perry Broadcasting Tower                  | 609,5 м (2 000 фут)                 | 2004      | Вантова щогла     | VHF-UHF трансляція             | США               | Alfalfa, Oklahoma                          | Найвища структура в Оклахомі | 35°15′03.8″ пн. ш. 98°36′53.8″ зх. д. / 35.251056° пн. ш. 98.614944° зх. д.      |
| KY3 Tower                                 | 609,4 м (1 999 фут)                 | 2000      | Вантова щогла     | VHF-UHF трансляція             | США               | Fordland, Missouri                         | | 37°10′26.0″ пн. ш. 92°56′28.1″ зх. д. / 37.173889° пн. ш. 92.941139° зх. д.      |
| SpectraSite Tower Thomasville             | 609,4 м (1 999 фут)                 | 2002      | Вантова щогла     | VHF-UHF трансляція             | США               | Thomasville, Georgia                       | | 30°40′50.3″ пн. ш. 83°58′20.6″ зх. д. / 30.680639° пн. ш. 83.972389° зх. д.      |
| Pegasus Broadcasting Tower                | 609,4 м (1 999 фут)                 | ?         | Вантова щогла     | VHF-UHF трансляція             | США               | Metcalf, Georgia                           | | 30°40′52.0″ пн. ш. 83°58′21″ зх. д. / 30.681111° пн. ш. 83.97250° зх. д.         |
| KLDE Tower                                | 609,3 м (1 999 фут)                 | 1986      | Вантова щогла     | VHF-UHF трансляція             | США               | Liverpool, Texas                           | також відома як «Clear Channel Broadcasting Tower, TX» | 29°17′17.0″ пн. ш. 95°13′54″ зх. д. / 29.288056° пн. ш. 95.23167° зх. д.         |
| WCKW/KSTE-Tower                           | 609,3 м (1 999 фут)                 | 1988      | Вантова щогла     | VHF-UHF трансляція             | США               | Vacherie, Луїзіана                         | Найвища структура в Луізіані; також відома як «Clear Channel Broadcasting Tower, LA» | 29°57′11.0″ пн. ш. 90°43′26″ зх. д. / 29.953056° пн. ш. 90.72389° зх. д.         |
| American Towers Tower Elkhart             | 609,3 м (1 999 фут)                 | 2001      | Вантова щогла     | VHF-UHF трансляція             | США               | Elkhart, Iowa                              | | 41°49′48.0″ пн. ш. 93°36′54.6″ зх. д. / 41.830000° пн. ш. 93.615167° зх. д.      |
| Salem Radio Properties Tower              | 609,3 м (1 999 фут)                 | 2002      | Вантова щогла     | VHF-UHF трансляція             | США               | Collinsville, Texas                        | | 33°32′08.4″ пн. ш. 96°49′55″ зх. д. / 33.535667° пн. ш. 96.83194° зх. д.         |
| Stowell Cumulus Broadcasting Tower        | 609,3 м (1 999 фут)                 | 2001      | Вантова щогла     | VHF-UHF трансляція             | США               | Stowell, Texas                             | | 29°41′52.5″ пн. ш. 94°24′9.3″ зх. д. / 29.697917° пн. ш. 94.402583° зх. д.       |
| WLBT Tower                                | 609 м (1 998 фут)                   | 1999      | Вантова щогла     | VHF-UHF трансляція             | США               | Raymond, Mississippi                       | Найвища споруда в Міссісіпі | 32°12′49.9″ пн. ш. 90°22′56.5″ зх. д. / 32.213861° пн. ш. 90.382361° зх. д.      |
| KYTV Tower 2                              | 608,4 м (1 996 фут)                 | 1973      | Вантова щогла     | VHF-UHF трансляція             | США               | Marshfield, Missouri                       | Також відома як «American Tower Management» | 37°13′09.4″ пн. ш. 92°56′57.4″ зх. д. / 37.219278° пн. ш. 92.949278° зх. д.      |
| SpectraSite Tower Raymond                 | 608,4 м (1 996 фут)                 | ?         | Вантова щогла     | VHF-UHF трансляція             | США               | Raymond, Mississippi                       | | 32°12′11.9″ пн. ш. 90°23′34.8″ зх. д. / 32.203306° пн. ш. 90.393000° зх. д.      |
| Hoyt Radio Tower                          | 608,38 м (1 996,0 фут)              | 2003      | Вантова щогла     | VHF-UHF трансляція             | США               | Hoyt, Колорадо                             | Найвища споруда в Колорадо | 39°55′21.8″ пн. ш. 103°58′20.2″ зх. д. / 39.922722° пн. ш. 103.972278° зх. д.    |
| Service Broadcasting Tower Decatur        | 608,1 м (1 995 фут)                 | 2000      | Вантова щогла     | VHF-UHF трансляція             | США               | Decatur, Texas                             | | 33°23′12.0″ пн. ш. 97°33′58″ зх. д. / 33.386667° пн. ш. 97.56611° зх. д.         |
| WTVD Tower                                | 607,8 м (1 994 фут)                 | 1978      | Вантова щогла     | VHF-UHF трансляція             | США               | Auburn, North Carolina                     | | 35°40′06.0″ пн. ш. 78°31′58″ зх. д. / 35.668333° пн. ш. 78.53278° зх. д.         |
| Channel 40 Tower                          | 607,8 м (1 994 фут)                 | 1985      | Вантова щогла     | VHF-UHF трансляція             | США               | Walnut Grove, California                   | | 38°16′21.4″ пн. ш. 121°30′21.6″ зх. д. / 38.272611° пн. ш. 121.506000° зх. д.    |
| Liberman Broadcasting Tower Devers        | 607,7 м (1 994 фут)                 | 2006      | Вантова щогла     | VHF-UHF трансляція             | США               | Devers, Texas                              | | 30°01′02.2″ пн. ш. 94°32′47.9″ зх. д. / 30.017278° пн. ш. 94.546639° зх. д.      |
| KHYS Tower                                | 607,2 м (1 992 фут)                 | 1997      | Вантова щогла     | VHF-UHF трансляція             | США               | Devers, Техас                              | демонтована | 30°03′07.0″ пн. ш. 94°31′39″ зх. д. / 30.051944° пн. ш. 94.52750° зх. д.         |
| Clear Channel Broadcasting Tower Devers   | 607 м (1 991 фут)                   | 1988      | Вантова щогла     | VHF-UHF трансляція             | США               | Devers, Техас                              | | 30°03′06.0″ пн. ш. 94°31′38″ зх. д. / 30.051667° пн. ш. 94.52722° зх. д.         |
| Media General Tower                       | 607 м (1 991 фут)                   | 1987      | Вантова щогла     | VHF-UHF трансляція             | США               | Awendaw, South Carolina                    | | 32°56′25.0″ пн. ш. 79°41′44″ зх. д. / 32.940278° пн. ш. 79.69556° зх. д.         |
| Eastern North Carolina Broadcasting Tower | 606,2 м (1 989 фут)                 | 1980      | Вантова щогла     | VHF-UHF трансляція             | США               | Trenton, North Carolina                    | | 35°06′16.0″ пн. ш. 77°20′11″ зх. д. / 35.104444° пн. ш. 77.33639° зх. д.         |
| WNCN Tower                                | 606,2 м (1 989 фут)                 | 2000      | Вантова щогла     | VHF-UHF трансляція             | США               | Garner, North Carolina                     | | 35°40′29.0″ пн. ш. 78°31′39.0″ зх. д. / 35.674722° пн. ш. 78.527500° зх. д.      |
| KELO TV Tower                             | 605 м (1 985 фут)                   | 1974      | Вантова щогла     | VHF-UHF transmission           | США               | Rowena, South Dakota                       | | 43°31′07.0″ пн. ш. 96°32′06″ зх. д. / 43.518611° пн. ш. 96.53500° зх. д.         |
| WITN Tower                                | 605 м (1 985 фут)                   | 1979      | Вантова щогла     | VHF-UHF трансляція             | США               | Grifton, North Carolina                    | також відома як Gray Television Tower | 35°21′56.0″ пн. ш. 77°23′37.0″ зх. д. / 35.365556° пн. ш. 77.393611° зх. д.      |
| Noe Corp Tower                            | 604,7 м (1 984 фут)                 | 1998      | Вантова щогла     | VHF-UHF трансляція             | США               | Колумбія, штат Луїзіана                    | | 32°11′51.0″ пн. ш. 92°04′14″ зх. д. / 32.197500° пн. ш. 92.07056° зх. д.         |
| Pappas Telecasting Tower                  | 603,6 м (1 980 фут)                 | 2000      | Вантова щогла     | VHF-UHF трансляція             | США               | Plymouth County, Iowa                      | | 42°35′12.0″ пн. ш. 96°13′19.0″ зх. д. / 42.586667° пн. ш. 96.221944° зх. д.      |
| KHOU-TV Tower                             | 602 м (1 975 фут)                   | 1992      | Вантова щогла     | VHF-UHF трансляція             | США               | Міссурі-Сіті, штат Техас                   | | 29°33′41.0″ пн. ш. 95°30′05″ зх. д. / 29.561389° пн. ш. 95.50139° зх. д.         |
| Richland Towers Tower Missouri City       | 601,3 м (1 973 фут)                 | 2001      | Вантова щогла     | VHF-UHF трансляція             | США               | Міссурі-Сіті, штат Техас                   | | 29°34′16.0″ пн. ш. 95°30′38″ зх. д. / 29.571111° пн. ш. 95.51056° зх. д.         |
| KSWB-TV Tower                             | 601 м (1 972 фут)                   | 1984      | Вантова щогла     | VHF-UHF трансляція             | США               | Сан-Дієго, Каліфорнія                      | | 32°41′47″ пн. ш. 116°56′10″ зх. д. / 32.69639° пн. ш. 116.93611° зх. д.          |
| Abraj Al Bait Hotel Tower                 | 601 м (1 972 фут)                   | 2011      | Хмарочос          | Готель, житлові площі          | Саудівська Аравія | Мекка                                      | Найвища споруда в Саудівській Аравії | 21°25′08″ пн. ш. 39°49′35″ сх. д. / 21.41889° пн. ш. 39.82639° сх. д.            |
| Senior Road Tower                         | 600,7 м (1 971 фут)                 | 1983      | Вантова щогла     | VHF-UHF трансляція             | США               | Міссурі-Сіті, штат Техас                   | | 29°34′35.0″ пн. ш. 95°30′37″ зх. д. / 29.576389° пн. ш. 95.51028° зх. д.         |
| KTRK-TV Tower                             | 600,5 м (1 970 фут)                 | 1982      | Вантова щогла     | VHF-UHF трансляція             | США               | Міссурі-Сіті, Техас                        | | 29°34′28.0″ пн. ш. 95°29′38″ зх. д. / 29.574444° пн. ш. 95.49389° зх. д.         |
| Houston Tower Joint Venture Tower         | 600,5 м (1 970 фут)                 | 1985      | Вантова щогла     | VHF-UHF трансляція             | США               | Міссурі-Сіті, Техас                        | | 29°34′07.0″ пн. ш. 95°29′58″ зх. д. / 29.568611° пн. ш. 95.49944° зх. д.         |
| American Towers Tower Missouri City       | 600,5 м (1 970 фут)                 | 2000      | Вантова щогла     | VHF-UHF трансляція             | США               | Міссурі-Сіті, Техас                        | | 29°33′45.1″ пн. ш. 95°30′35.7″ зх. д. / 29.562528° пн. ш. 95.509917° зх. д.      |
| Fox-TV Tower                              | 600,4 м (1 970 фут)                 | 1982      | Вантова щогла     | VHF-UHF трансляція             | США               | Міссурі-Сіті, Техас                        | | 29°34′29.0″ пн. ш. 95°29′38″ зх. д. / 29.574722° пн. ш. 95.49389° зх. д.         |
| KTVE-Tower                                | 600,4 м (1 970 фут)                 | 1987      | Вантова щогла     | VHF-UHF трансляція             | США               | Bolding, Arkansas                          | відомий також як SpectraSite Tower Bolding; найвища споруда в Арканзасі | 33°04′41.0″ пн. ш. 92°13′41″ зх. д. / 33.078056° пн. ш. 92.22806° зх. д.         |
| Mississippi Telecasting Tower             | 600 м (1 969 фут)                   | 1982      | Вантова щогла     | VHF-UHF трансляція             | США               | Inverness, Mississippi                     | | 33°22′23.0″ пн. ш. 90°32′25″ зх. д. / 33.373056° пн. ш. 90.54028° зх. д.         |
| WCNC-TV Tower                             | 600 м (1 969 фут)                   | 1992      | Вантова щогла     | VHF-UHF трансляція             | США               | Dallas, North Carolina                     | | 35°20′49.4″ пн. ш. 81°10′14.2″ зх. д. / 35.347056° пн. ш. 81.170611° зх. д.      |
| Capstar Radio Tower                       | 600 м (1 969 фут)                   | 2001      | Вантова щогла     | VHF-UHF трансляція             | США               | Middlesex, North Carolina                  | | 35°49′54.0″ пн. ш. 78°08′49″ зх. д. / 35.831667° пн. ш. 78.14694° зх. д.         |
| Телевежа Гуанчжоу                         | 600 м (1 969 фут)                   | 2009      | Concrete tower    | Споглядова, VHF-UHF трансляція | КНР               | Гуанчжоу                                   | | 23°06′32.55″ пн. ш. 113°19′9.29″ сх. д. / 23.1090417° пн. ш. 113.3192472° сх. д. |
| WPDE-TV Tower                             | 600 м (1 969 фут)                   | 1980      | Вантова щогла     | VHF-UHF трансляція             | США               | Діллон, Південна Кароліна                  | | 34°21′53.0″ пн. ш. 79°19′49″ зх. д. / 34.364722° пн. ш. 79.33028° зх. д.         |